# HSPBP1
HSPBP1‏ (HSPA (Hsp70) binding protein 1) هوَ بروتين يُشَفر بواسطة جين HSPBP1 في الإنسان.

## التفاعل
لقد ثبت أن HSPBP1 يتفاعل مع HSPA8 وHSPA4.